# Nedre Bolsjön
Nedre Bolsjön är en sjö i Tanums kommun i Bohuslän och ingår i Enningdalsälvens huvudavrinningsområde. Sjön är 39 meter djup, har en yta på 1,31 kvadratkilometer och befinner sig 104,5 meter över havet. Sjön avvattnas av vattendraget Grimån. Vid provfiske har abborre, gädda och mört fångats i sjön.

## Delavrinningsområde
Nedre Bolsjön ingår i det delavrinningsområde (652838-124794) som SMHI kallar för Utloppet av Nedre Bolsjön. Medelhöjden är 136 meter över havet och ytan är 9,49 kvadratkilometer. Det finns inga avrinningsområden uppströms utan avrinningsområdet är högsta punkten. Grimån som avvattnar avrinningsområdet har biflödesordning 2, vilket innebär att vattnet flödar genom totalt 2 vattendrag innan det når havet efter 53 kilometer. Avrinningsområdet består mestadels av skog (81 %). Avrinningsområdet har 1,3 kvadratkilometer vattenytor vilket ger det en sjöprocent på 13,6 %.